# Gomfodonts
Els gomfodonts (Gomphodontia) són un clade de cinodonts extints que visqueren entre el Triàsic i el Juràssic. Se n'han trobat restes fòssils a tots els continents del món tret d'Oceania. Es caracteritzen per les seves dents postcanines molariformes, que són amples i estan molt juntes. Altres caràcters distintius inclouen arcs zigomàtics profunds, dents postcanines superiors amb tres cúspides o més que cobreixen tota la seva amplada i postcanines inferiors amb dues cúspides que cobreixen tota la seva amplada.